# Earomyia inquilina
Earomyia inquilina is een vliegensoort uit de familie van de Lonchaeidae. De wetenschappelijke naam van de soort is voor het eerst geldig gepubliceerd in 1929 door Hendel.